# Fiat 600 Savio Jungla
Der Fiat 600 Savio Jungla ist ein Pkw-Modell von Fiat, das der italienische Karosseriebauer Carrozzeria Savio produzierte.

## Beschreibung
Savio stellte das Modell zwischen 1965 und 1974 her. Der Jungla ist ein offenes Mehrzweckauto mit minimalistischer, eckiger Karosserie auf der Basis des Fiat 600D, das (abgesehen vom Heckantrieb des Jungla) konzeptionell dem Mini Moke oder dem Citroën Baby-Brousse folgte. Das Fahrzeug wurde von Fiat entwickelt, aber bei Savio gebaut.
Die Konstruktion des Jungla wird vielfach als spartanisch beschrieben. Der Wagen hatte eine offene Stahlblechkarosserie mit herunterklappbarer Frontscheibe. Ein Stoffdach und Stofftüren mit Seitenfenstern aus Kunststoff waren wahlweise lieferbar. Antrieb, Mechanik und Zubehörteile stammten vom Fiat 600D; nach dessen Produktionsende wurden zunächst die baugleichen Komponenten des Seat 600 und später die des jugoslawischen Zastava 750 verwendet. Sicherheitsgurte waren nicht vorgesehen; ein Scheibenwischer war nur auf der Fahrerseite angebracht.
Der Savio Jungla war in erster Linie für den Arbeitseinsatz und nicht als Spaßauto konzipiert. Zahlreiche Fahrzeuge wurden beispielsweise von der italienischen Polizei und von der Forstverwaltung eingesetzt.
Savio stellte den Jungla 1965 auf dem Turiner Automobilsalon vor. Bis 1974 produzierte Savio etwa 3200 Stück.

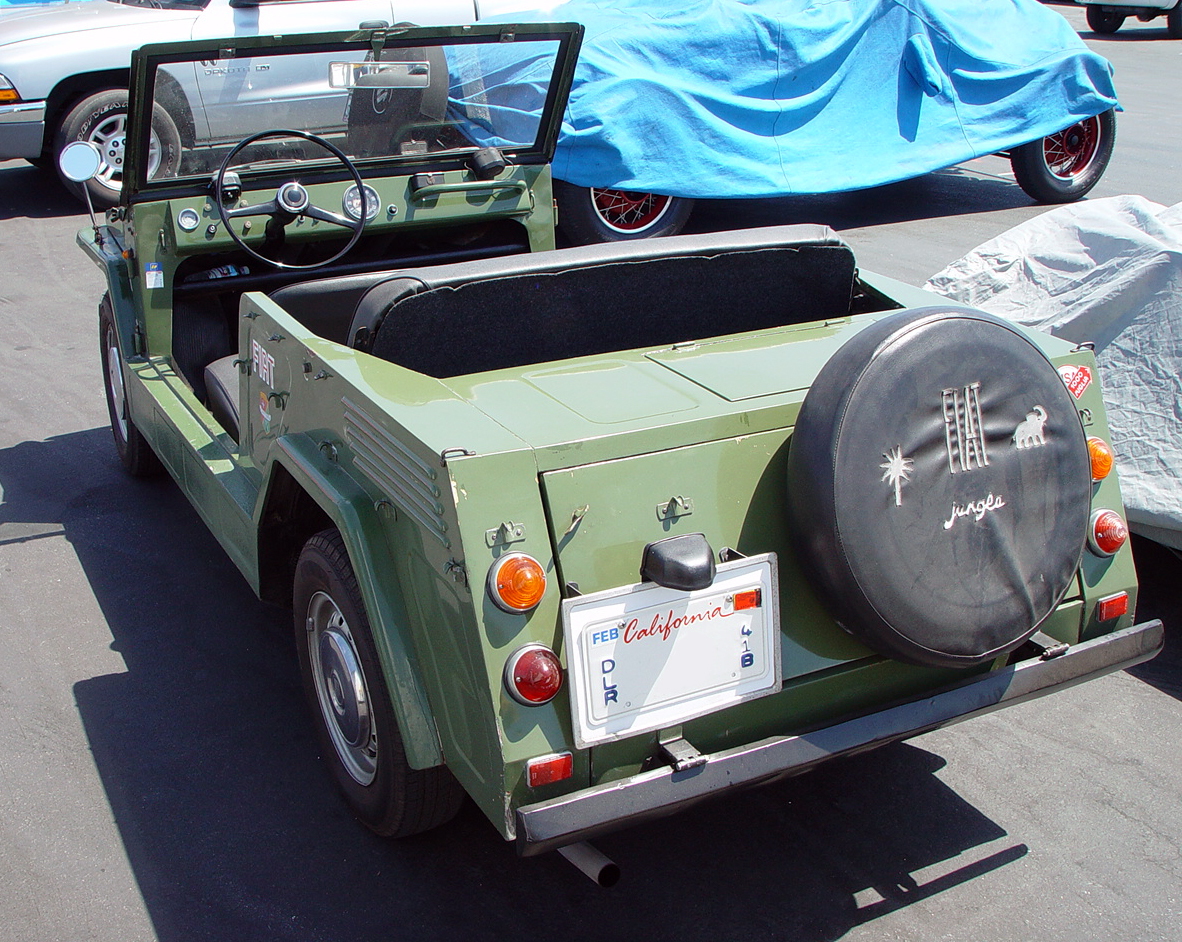
Heckansicht
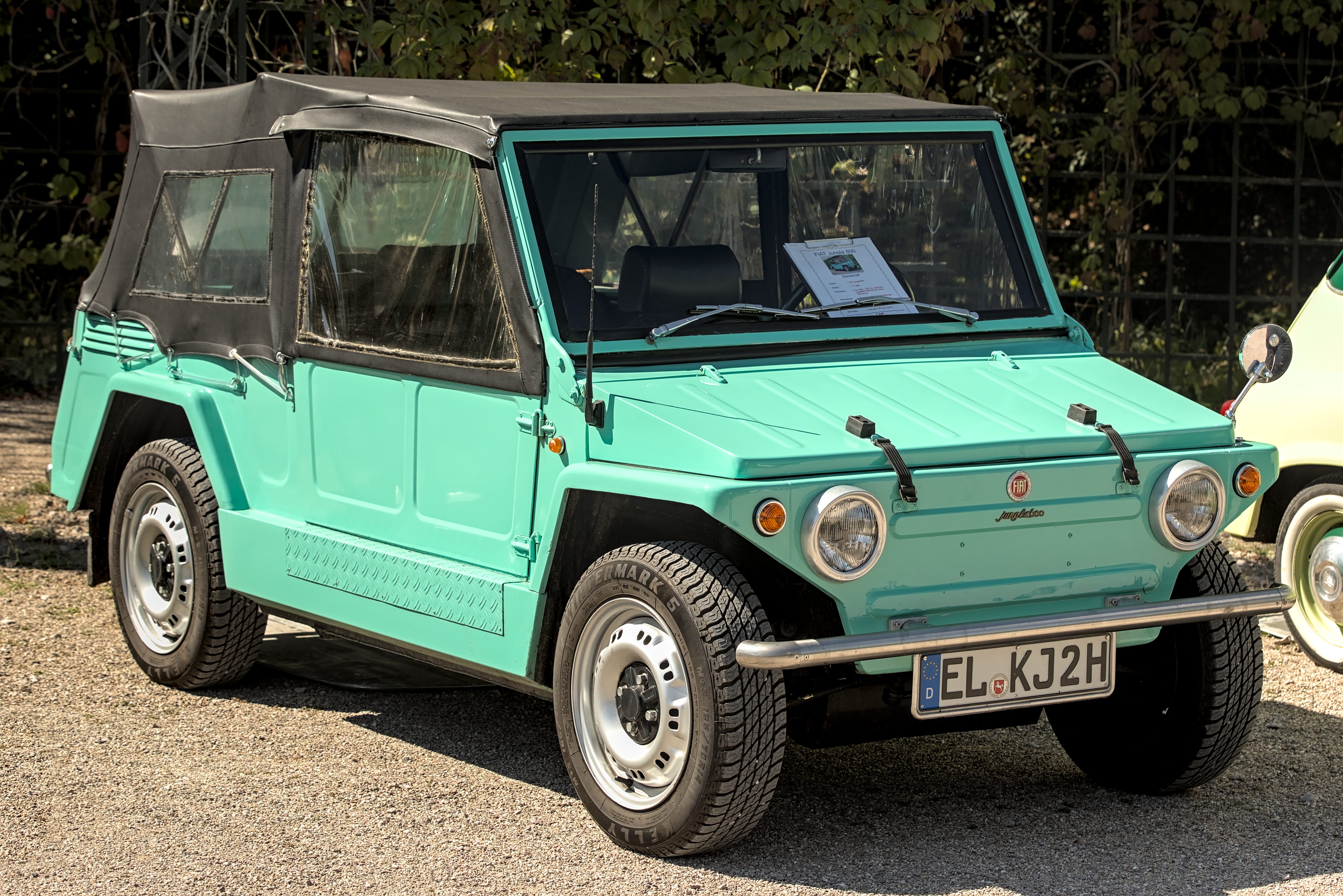
Fiat 600 Savio Jungla (geschlossen)